# Daphnella terina
Daphnella terina é uma espécie de gastrópode do gênero Daphnella, pertencente à família Raphitomidae.